# Bartolomeo Bon

Bartolomeo Bon: Cabeza del dux Francesco Foscari, c. 1442.

Bartolomeo Bon (Venecia, hacia 1405-1410 – fallecido entre 1464 y 1467) fue un escultor y arquitecto italiano del siglo XV. El apellido también aparece como Buon o Bono, y en algunas fuentes se le denomina "el Viejo" para distinguirlo de su hijo, el homónimo Bartolomeo Bon el Joven. 

## Biografía
Hijo de Giovanni Bono, arquitecto y escultor del cual fue alumno y colaborador, la actividad de Bartolomeo está confirmada entre los años 1422-1430 cuando junto a su padre, trabajaba en la edificación del Ca' de Oro bajo la dirección de Matteo Raverti. Más tarde se le encuentra trabajando en la construcción de la fachada del Palacio Ducal de Venecia orientada hacia la Piazzetta de san Marcos, que incluyó la creación del llamado Arco Foscari y de la Porta della Carta; esta última, obra única de Bartolomeo, ya que su padre Giovanni falleció antes de que fuera concluida, y considerada su obra maestra. 
Miembro del veneciano Colegio viejo de la Misericordia, realizó para su sede la portada principal, ahora desmembrada, considerada una de sus grandes obras escultóricas. 
Entre 1443 y 1449 completó el ábside y el coro del Colegio Grande de la Carità. En 1445-1446 trabajaba en el sepulcro del procurador Bartolomeo Morosini en la iglesia de San Gregorio. Fue llamado también a valorar el Monumento al Gattamelata de Donatello.

## Obras
La crítica ha atribuido a Bartolomeo Bon un número muy elevado de obras, y resulta difícil establecer un catálogo preciso. Por varios motivos: por un lado, la dificultad de deslindar su obra de los trabajos que fueron realizados con su padre, por este en solitario o con sus numerosos colaboradores de variada formación y procedencia; además, la presencia en Venecia de diversos artistas homónimos ha creado no pocas confusiones.
Entre las obras más seguras se encuentra el brocal de la Ca' d'Oro, excelente ejemplo de gótico veneciano con recuerdos del estilo pisano (que se ven, en particular, en las cabezas que coronan las esquinas), explicables por la actividad de maestros toscanos en Venecia; esta obra fue prototipo para otras realizaciones salidas de su taller, como la que se encuentra en el Museo Correr.
Rasgos toscanos se aprecian también en el antipedio del altar de los Mascoli en la Basílica de San Marcos (1430), realizado junto a su padre.
Completamente suyos son en cambio el tímpano del Colegio viejo de la Misericordia (parte de la portada principal, conservado en el Victoria and Albert Museum de Londres); la estatua de Madonna para la loggia de Udine y la placa Dandolo en la misma ciudad.
Rodolfo Gallo, identificándolo con un Magistro Bartholomeo le asigna también la portada de la basílica de los santos Giovanni y Paolo (1458-1459) y la de la Iglesia de la Madonna dell'Orto (1460). El mismo especialista le atribuye el San Cristoforo de la última iglesia.
También le son atribuidos el tímpano de la portada principal de la Scuola Grande di san Marco, el que decora el portal de la iglesia conventual de Santa María dei Frari, la portada de la iglesia de san Provolo (actual acceso al Campo san Zaccaria) y el diseño y decoración de la fachada de la Ca' d'Oro, siempre en Venecia.

## Galería de imágenes

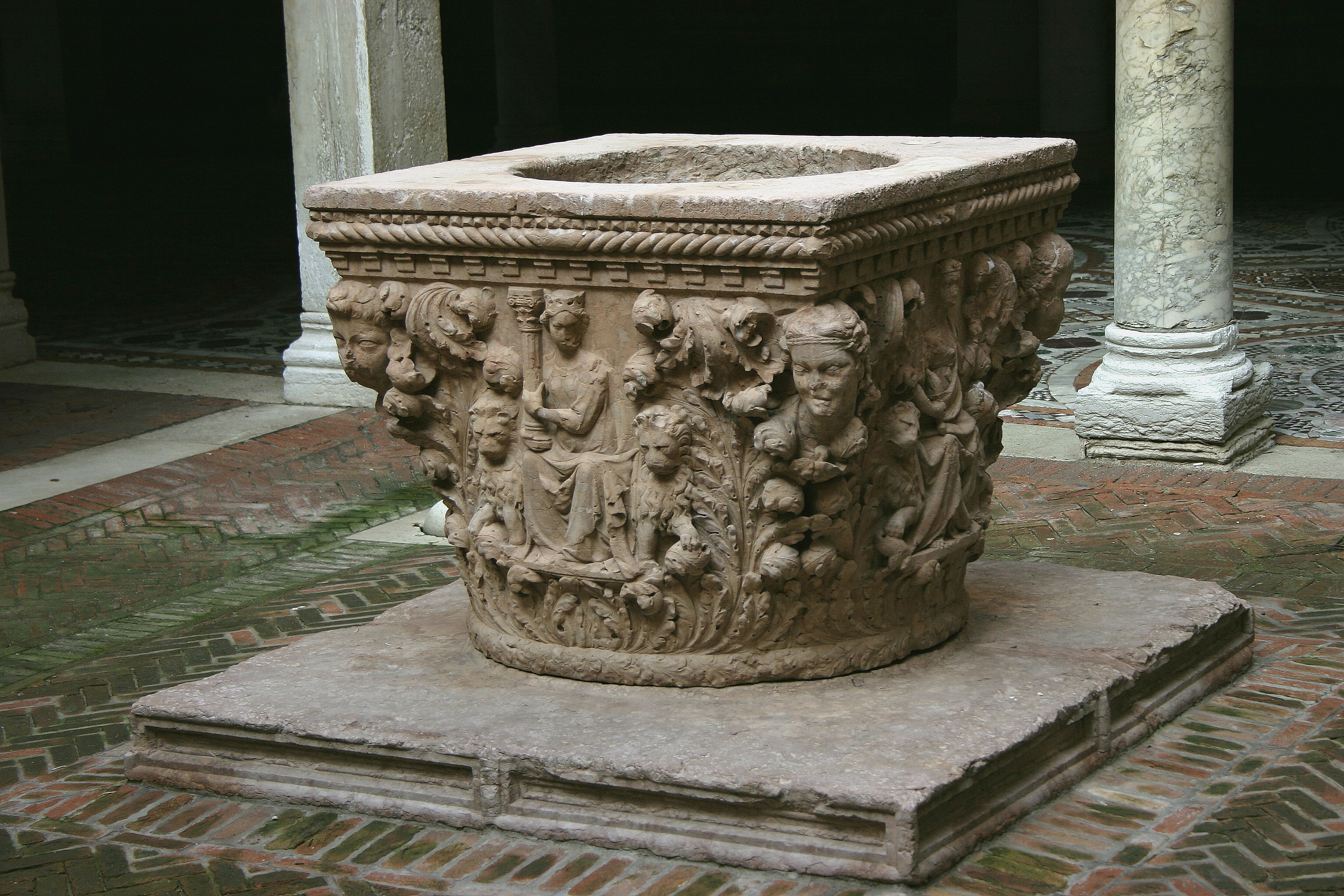
Pozo de la Ca' de Oro.
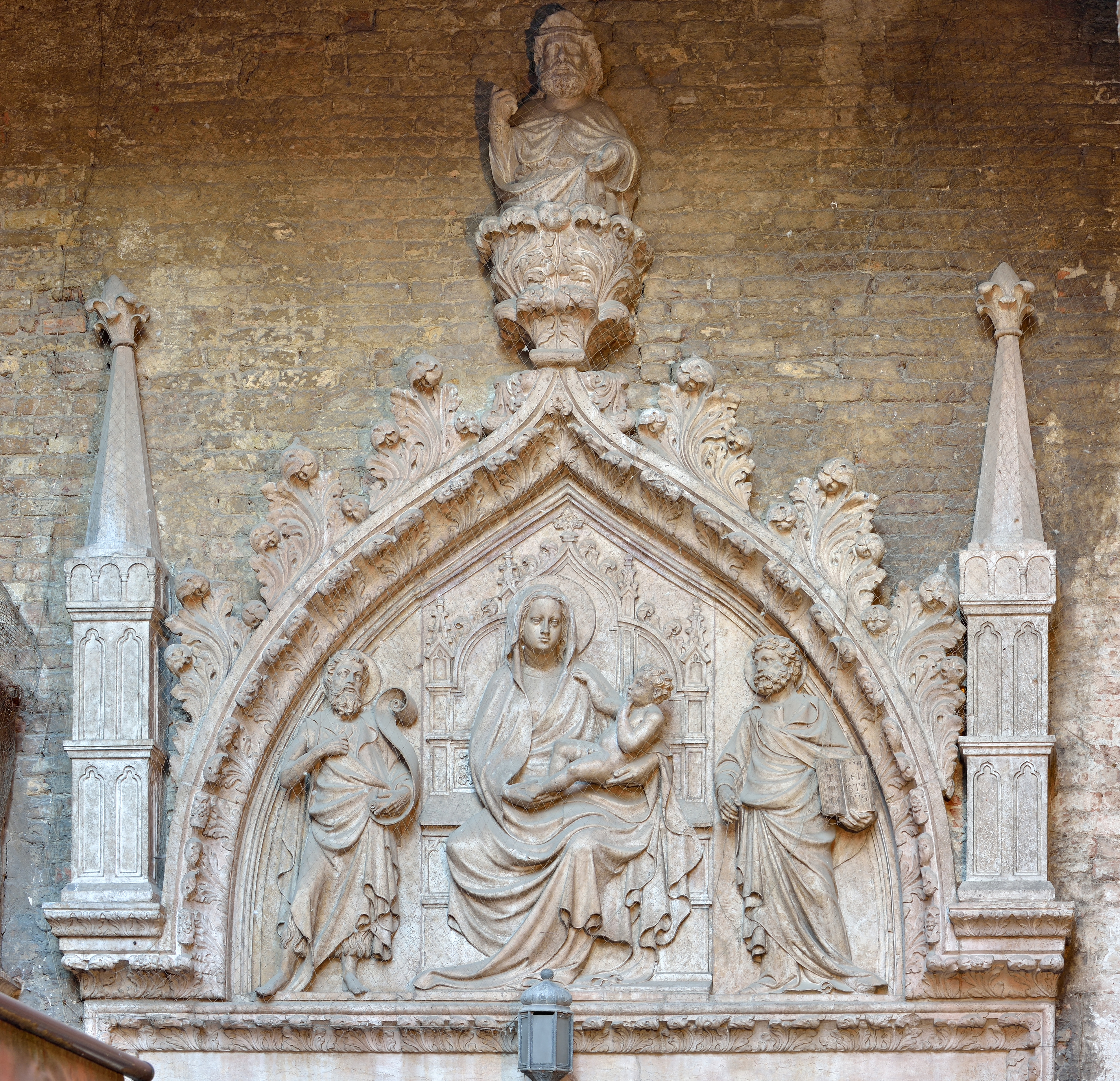
Portada de san Provolo, actualmente en el Campo san Zaccaria.
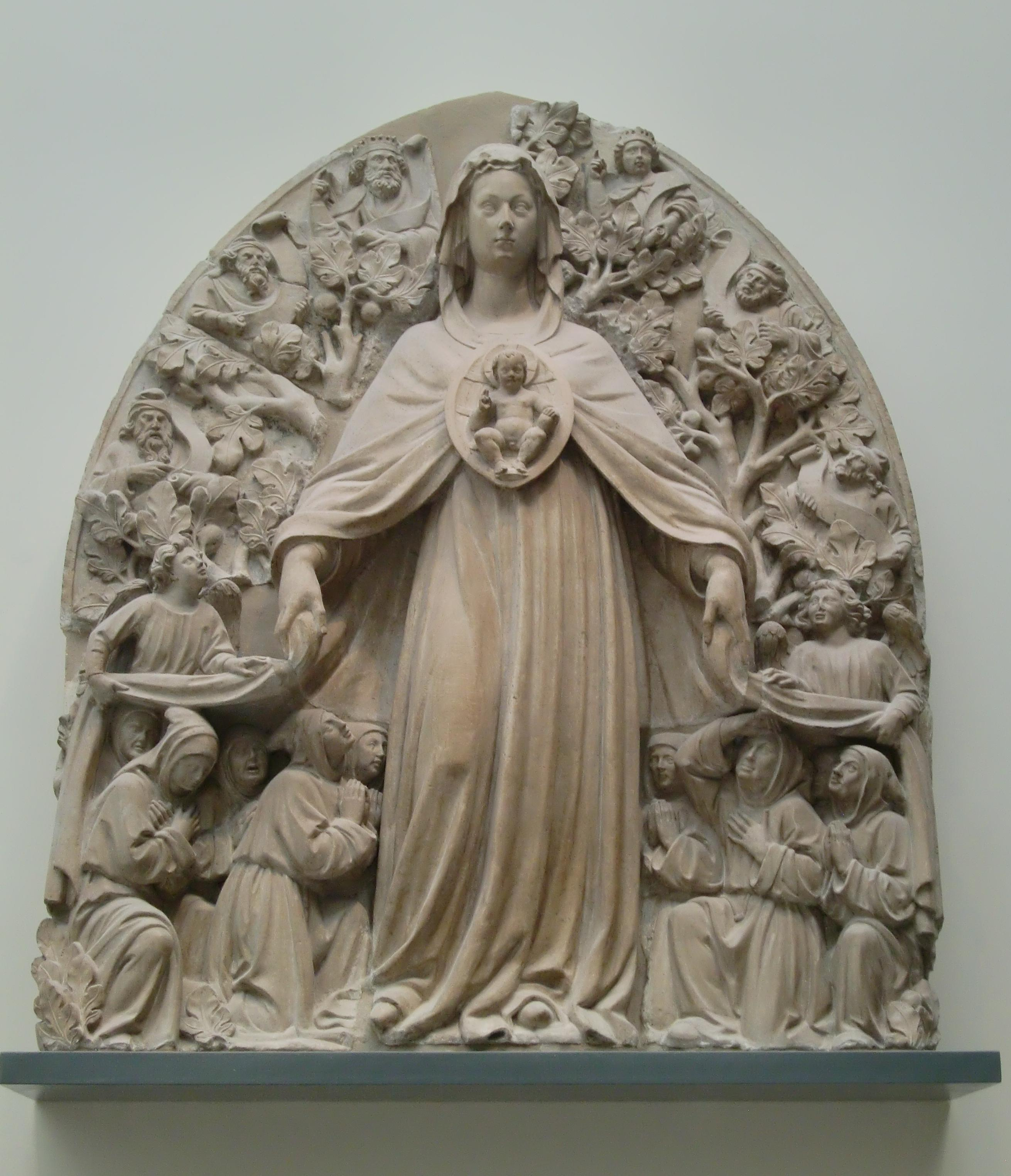
Tímpano de la Scuola de la Misericordia.
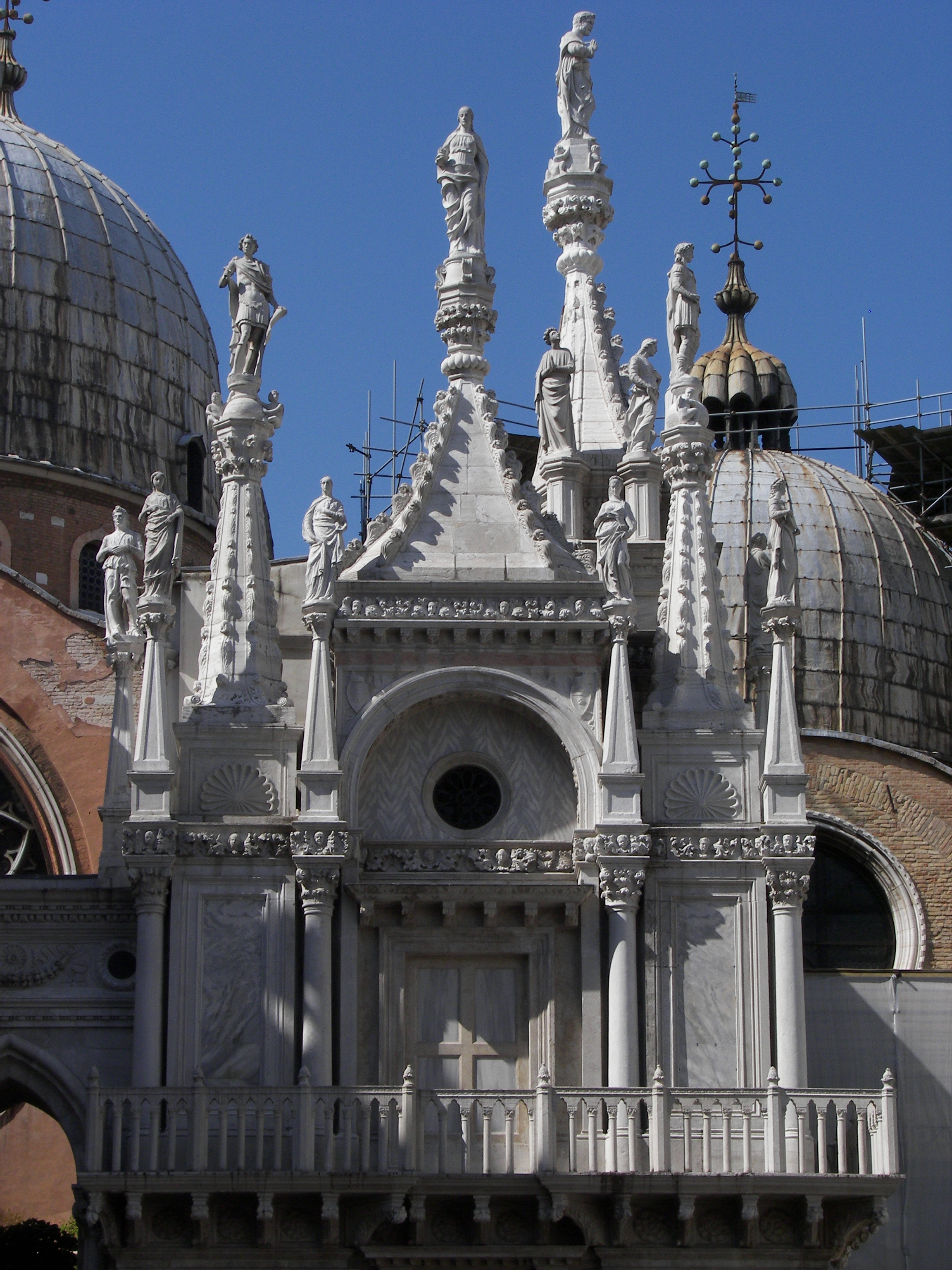
Arco Foscari.
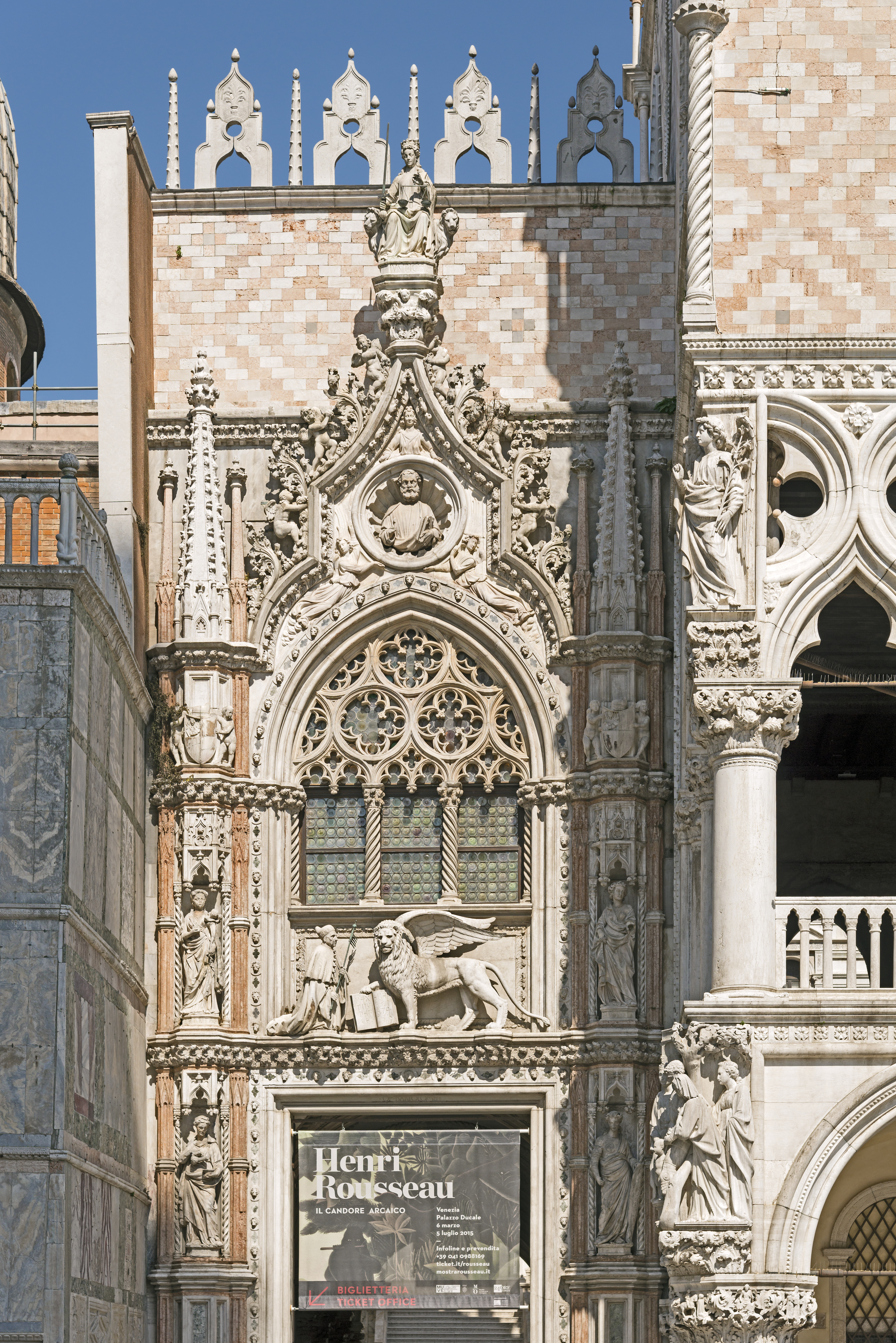
Porta della Carta.
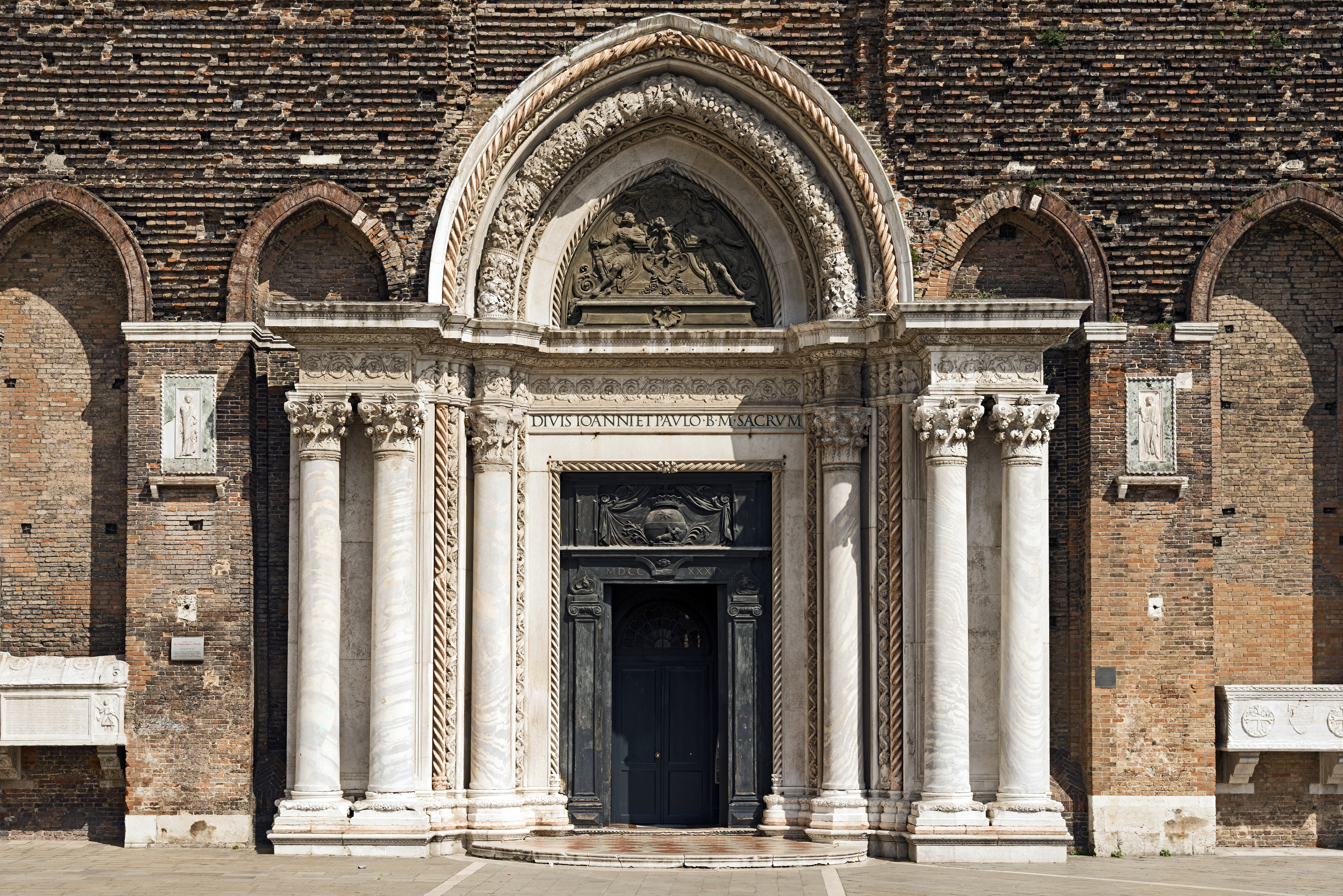
Portal de la basílica de los santos Giovanni y Paolo.
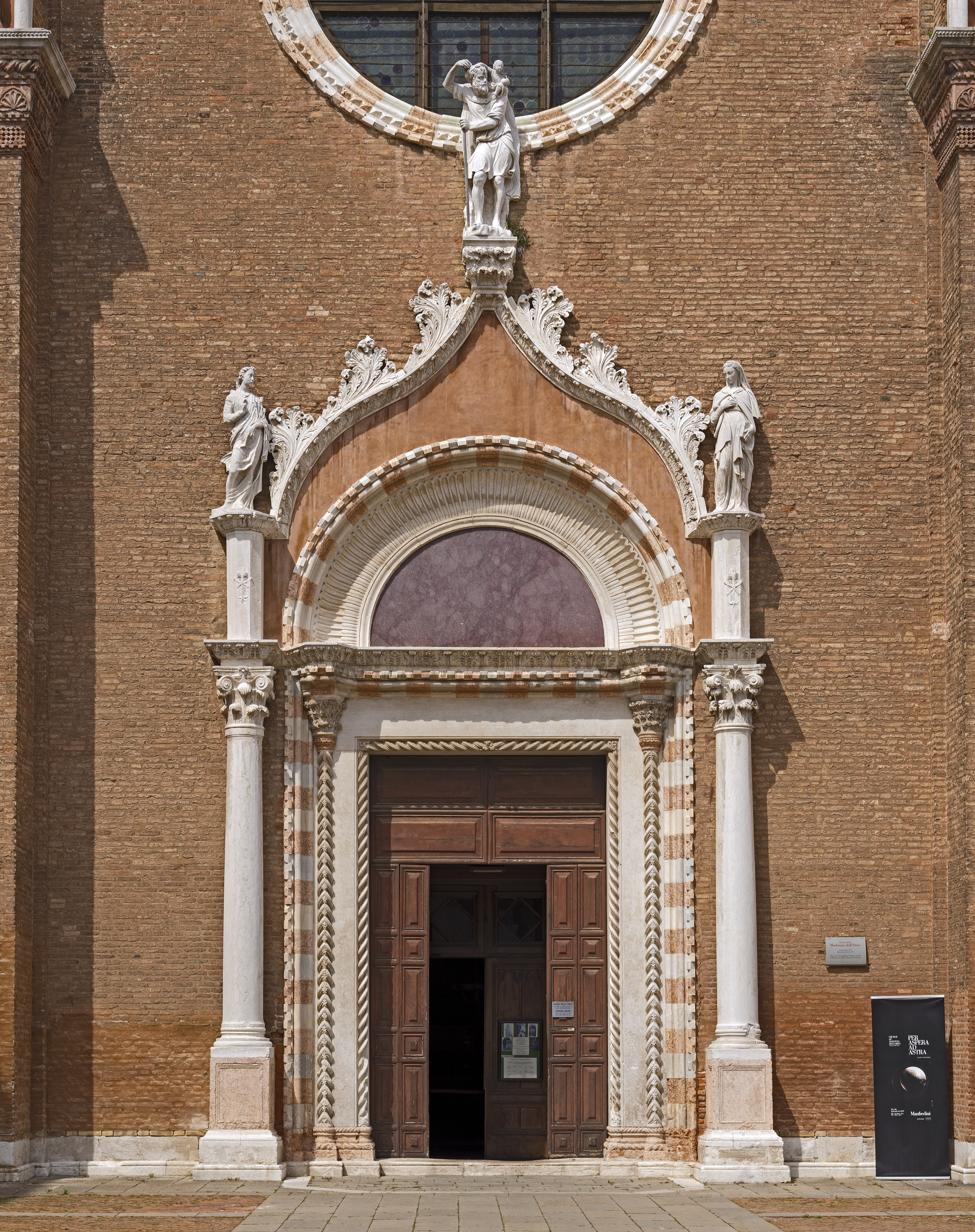
Portal de la iglesia de la Madonna dell'Orto.